# Scoliocentra kamtschatica
Scoliocentra kamtschatica är en tvåvingeart som beskrevs av Gorodkov 1963. Scoliocentra kamtschatica ingår i släktet Scoliocentra och familjen myllflugor. Inga underarter finns listade i Catalogue of Life.